# غبير الثاني (عنافجة)
غبير الثاني (بالفارسية: گبیر دو) هي قرية وتقع في إيران في قسم عنافجة الريفي. يقدر عدد سكانها بـ 637 نسمة .